# Ильинская (Ленинградская область)
Ильинская — деревня в Винницком сельском поселении Подпорожского района Ленинградской области.

## История
Деревня Ильинская «в Озёрах» упоминается в писцовой книге Обонежской пятины 1582 года в Ильинской Винницкой волости.

ИЛЬИНСКАЯ (ЮБИНИЧИ) — деревня при Яндозере, число дворов — 6, число жителей: 21 м. п., 23 ж. п.; Все чудь. (1873 год)

Деревня административно относилась к Винницкой волости 2-го стана Лодейнопольского уезда Олонецкой губернии.

ИЛЬИНСКАЯ (ЮБИНИЧИ) — деревня Озерского общества при озере Юбинском, население крестьянское: домов — 22, семей — 22, мужчин — 52, женщин — 54, всего — 106; лошадей — 20, коров — 23, прочего — 7. (1905 год)

С 1917 по 1918 год деревня входила в состав Озерского сельсовета Винницкой волости Лодейнопольского уезда Олонецкой губернии.
С 1919 года — в составе Заозерского сельсовета.
С 1922 года — в составе Озерского сельсовета Винницкой волости Ленинградской губернии.
С 1927 года — в составе Винницкого района.

Деревня Ильинская на карте 1932 года

Согласно карте Ленинградской области Северо-западного аэрогеодезического треста ГГУ издания 1932 года деревня насчитывала 13 крестьянских дворов. На Водручье к северу от деревни находилась мукомольная водяная мельница.
По данным 1933 года деревня Ильинская входила в состав Озёрского вепсского национального сельсовета Винницкого национального вепсского района.
Согласно областным административным данным деревня называлась также Юбеничи.
В 1940 году население деревни составляло 98 человек.

Деревня Ильинская на карте 1940 года

Согласно топографической карте РККА 1940 года Ильинская входила в куст деревень Озёра.
В 1958 году население деревни составляло 41 человек.
С 1963 года — в составе Лодейнопольского района.
С 1965 года — в составе Подпорожского района.
По данным 1966, 1973 и 1990 годов, деревня Ильинская также входила в состав Озёрского сельсовета.
В 1997 году в деревне Ильинская Озёрской волости проживали 6 человек, в 2002 году — 2 человека (все русские).
В 2007 году в деревне Ильинская Винницкого СП проживали 4 человека.

## География
Деревня расположена в южной части района на автодороге 41К-740 (подъезд к деревне Ильинская) к западу от автодороги 41К-713 (Винницы — Казыченская).
Расстояние до административного центра поселения — 25 км.
Расстояние до ближайшей железнодорожной станции Подпорожье — 109 км.
Деревня находится на восточном берегу озера Яндозеро, близ места впадения в него ручья Водручья.

## Демография
| 1873 | 1905 | 1940 | 1958 | 1997 | 2007 | 2010 |
| ---- | ---- | ---- | ---- | ---- | ---- | ---- |
| 44   | ↗106 | ↘98  | ↘41  | ↘6   | ↘4   | ↘3   |
| 2017 |      |      |      |      |      |      |
| ↘0   |      |      |      |      |      |      |

Согласно данным Всероссийской переписи населения 2021 года в деревне постоянного населения не было.

## Улицы
Троицкая.